# Збирач відходів
Збирач сміття — це особа, яка збирає для продажу або особистого споживання викинуті іншими матеріали, придатні до переробки або повторного використання.   У всьому світі є мільйони збирачів відходів, переважно в країнах, що розвиваються, але зростає їхня кількість у постіндустріальних країнах. 

## Термінологія
Багато термінів використовуються для позначення людей, які рятують вторинну сировину з потоку відходів для продажу чи особистого споживання. В англійській є такий ряд термінів: waste picker, reclaimer, informal resource recoverer, rubbish picker, recycler, poacher, salvager, scavenger, і litter picker; в іспанській cartonero, chatarrero, pepenador, clasificador, minador і reciclador; у португальській catador de materiais recicláveis.  Більш сучасним терміном, що акцентує увагу на результатах професійної діяльності, є «переробник неофіційної галузі». Проте слово «неофіційний» може частково вводити в оману, оскільки на практиці можна зустріти градацію між повною нелегальністю та належною організацією оподаткованій зареєстрованій офіційній діяльності.
У 2008 році учасники Першої всесвітньої конференції збирачів сміття вирішили використовувати термін «збирач сміття» для англійського використання, щоб полегшити глобальне спілкування. Термін ("scavenger") також широко використовується, але багато збирачів сміття вважають його принизливим через неявне порівняння з тваринами. 
Збирач сміття відрізняється від збирача відходів, оскільки відходи, зібрані останнім, можуть бути призначені на звалище чи сміттєспалювальний завод, не обов’язково на завод з переробки.
Звичай «занурення в сміттєвий контейнер» зазвичай відноситься до практики антиспоживчих і фріганських активістів, які повертають такі речі, як їжа та одяг, із потоку відходів, як форма протесту проти культури споживання . «Збирання відходів» зазвичай стосується діяльності, мотивованої суто економічними потребами.

## Поширеність і демографія
Існує мало достовірних даних про кількість і демографічні показники збирачів сміття в усьому світі. Більшість наукових досліджень про збирачів сміття є швидше якісними, а не кількісними. Систематичний збір великомасштабних даних є складним через неофіційний характер професії, нечіткі кордони, сезонні коливання робочої сили, а також широко розкидані та мобільні робочі місця. Крім того, багато дослідників не бажають надавати кількісні дані через побоювання, що вони можуть бути використані для виправдання репресій щодо збору сміття з боку влади. Таким чином, широкомасштабні оцінки, які дійсно існують, є в основному наближенням на основі дуже малих вихідних дослідницьких вибірок.  У своїй книзі «The World's Scavengers» (2007) Мартін Медіна пропонує методологічний посібник із дослідження збирання сміття. 
У 1988 році Світовий банк оцінив, що 1–2% населення планети живе за рахунок збирання сміття.  Згідно з дослідженням 2010 року, тільки в Індії є 1,5 мільйона збирачів сміття.  Бразилія, країна, яка збирає найдостовірнішу офіційну статистику щодо збирачів, оцінює, що майже чверть мільйона її громадян займаються збиранням сміття. 
Доходи збирачів сміття значно відрізняються залежно від місця проживання, форми роботи та статі. Деякі збирачі сміття живуть у крайній бідності, але багато інших отримують зарплату, яка в кілька разів перевищує мінімальну зарплату в країні. Недавні дослідження показують, що збирачі сміття в Белграді, Сербія, заробляють приблизно 3 долари США на день,  тоді як збирачі сміття в Камбоджі зазвичай заробляють 1 долар США на день.  Офіційна статистика Бразилії свідчить, що чоловіки заробляють більше, ніж жінки, незалежно від віку. Приблизно дві третини збирачів сміття в Бразилії загалом становлять чоловіки, але ця частка зростає до 98% у групах збирачів сміття з високим доходом (ті, хто заробляє в 3–4 рази більше мінімальної зарплати ). Жодної жінки не виявлено в групах з найвищим рівнем доходу (ті, хто отримує понад 10 мінімальних зарплат). 

## Причини

### У країнах, що розвиваються
За останні півстоліття міграція всередині країн та підвищення рівня народжуваності спричинили зростання населення міст у країнах, що розвиваються. Очікується, що між 1987 і 2015 роками світове населення міських жителів подвоїться, причому 90% цього зростання припаде на країни, що розвиваються.  Значна частина нового населення оселилася в міських нетрях і сквоттерних поселеннях, які швидко розширювалися без центрального планування. Доповідь Організації Об’єднаних Націй про середовище існування показала, що майже один мільярд людей у всьому світі живуть у нетрях, тобто приблизно третина міських жителів світу. 
Швидка урбанізація значно збільшила попит на неофіційні послуги зі збору відходів, оскільки містам бракувало інфраструктури та ресурсів для збору всіх відходів, які створюють мешканці. Незважаючи на те, що 30–50% робочого бюджету витрачається на управління відходами, міста, що розвиваються, сьогодні збирають лише 50–80% сміття, яке утворюють мешканці. Мешканці та підприємства часто вдаються до спалювання сміття або викидання його на вулиці, річки, пустирі та відкриті смітники.  Це джерело забруднення повітря, землі та води, що загрожує здоров’ю людини та навколишньому середовищу. Неофіційні збирачі сміття допомагають зменшити цю шкоду, збираючи вторинну сировину пішки або на тачках, триколісних велосипедах, візках для ослів чи коней і пікапах. 
З іншого боку, урбанізація сприяла розширенню збирання сміття, створивши велике коло безробітних і частково зайнятих жителів, які не мають альтернативних засобів заробітку. Відоме як «єдина галузь, яка завжди працевлаштовує», збирання сміття є рятівною подушкою для багатьох, хто втрачає роботу під час війни, кризи та економічного спаду в країнах, де немає систем соціального забезпечення. Це також одна з небагатьох можливостей роботи, доступних для людей, які не мають офіційної освіти або досвіду роботи. 

### У постіндустріальних країнах
Хоча існують документи про збирачів ганчір’я та металобрухту, які постачали товари на паперові та ливарні заводи ще в 17 столітті, сучасний збір відходів не процвітав у США та Європі до 19 століття.  Як і в країнах, що розвиваються, поєднання індустріалізації та урбанізації призвело до трьох тенденцій, які сприяли розквіту неформальної індустрії збору відходів: збільшення утворення міських відходів, попиту на промислову сировину та кількості міських жителів, які потребують засобів до існування. У ту епоху збирачі сміття були відомі як лудильники та ганчірники. До середини 20-го століття збирання відходів зменшилося, оскільки галузі управління відходами були формалізовані, а органи соціального забезпечення зменшили залежність бідних верств населення від неофіційної переробки. 
Однак, починаючи з середини 1990-х років, неофіційна переробка в деяких частинах Сполучених Штатів і Західної Європи знову почала швидко зростати. Два фактори сприяли цьому: по-перше, попит на переробку відходів різко виріс через збільшення потоку відходів, зменшення місця на звалищах, нові технології переробки та зусилля екологів.  У 1985 році в Сполучених Штатах існувала лише одна програма переробки придорожніх відходів. До 1998 року існувало 9000 таких програм і 12000 центрів прийому вторинної сировини.  У деяких штатах були прийняті закони, які забороняють не переробляти. По-друге, зміни в політичній економіці, включно з втратою робочих місць у промисловості, скороченням зайнятості в уряді та поверненням системи соціального забезпечення, збільшили кількість бідних, працюючих бідних і безхатьків. Як наслідок, з’явилося більше людей, схильних до збирання сміття впродовж повного робочого дня або як додаткову роботу. 
Американські сміттєзбирачі збирають переважно банки, пляшки та картон.  Багато іммігрантів працюють збирачами сміття, тому що мовні та бюрократичні бар’єри обмежують їхні можливості працювати деінде. Багато безхатьків також працюють збирачами сміття — дехто описує це як єдину альтернативу жебракуванню.  Деякі переробники використовують фургони, щоб збільшити дохід, а інші працюють пішки з візками. Непідтверджені дані свідчать про те, що більшість американських збирачів сміття — чоловіки, оскільки збирання сміття вважається надто брудною та виснажливою роботою для жінок. Під час етнографії бездомних переробників у Сан-Франциско соціолог Тереза Гован стверджує, що зустріла сотні чоловіків-збирачів сміття, але лише чотирьох жінок-сміттєзбирачів. 

## Витрати та вигоди

### Соціальні та екологічні вигоди
Збирання відходів забезпечує значні екологічні, економічні та соціальні вигоди:
- Створення робочих місць: збір сміття є джерелом засобів до існування вкрай бідних людей, які мають мало інших можливостей працевлаштування. Хоча багато збирачів сміття практикують свою професію як повний робочий день, гнучкі години роботи роблять її доступною для жінок з іншими обов’язками по догляду та для людей, які бажають отримати додаткові доходи від іншої роботи. У важкі часи збирання сміття служить захистом для вуличних дітей, сиріт, людей похилого віку, вдів, мігрантів, інвалідів, безробітних і жертв збройних конфліктів. Збирання відходів також приносить користь ширшій економіці, постачаючи сировину для промисловості та створюючи багато робочих місць для посередників, які купують, сортують, обробляють і перепродують матеріали, зібрані збирачами відходів. [5]
- Охорона здоров’я та санітарія: збирачі відходів збирають сміття з районів, де немає комунальних послуг. Без сміттєзбірників жителі були б змушені спалювати сміття або викидати його в річки, на вулиці та пустирі. Сміттєзбірники надають єдину послугу вивезення твердих побутових відходів у багатьох містах. [4]
- Муніципальна економія: згідно зі звітом ООН-Хабітат за 2010 рік, сміттєзбиральники забезпечують від 50 до 100% послуг зі збору сміття в більшості міст країн, що розвиваються. [17] Це фактично служить масовою субсидією для міської влади, яка не оплачує працю. Крім того, переробка збільшує термін служби міських звалищ.
- Зменшення забруднення та пом’якшення зміни клімату : скорочуючи кількість первинних матеріалів, необхідних для виробництва, збирачі сміття економлять місце на звалищах, зменшують споживання води та енергії, забруднення повітря та води та кліматичні зміни. [18] З 2009 року міжнародні делегації збирачів відходів відвідали принаймні п’ять глобальних конференцій зі зміни клімату, щоб вимагати від кліматичних фондів інвестицій коштів у програми відновлення ресурсів, які допоможуть забезпечити засоби до існування для збирачів відходів, а не в технології утилізації відходів, такі як сміттєспалювальні заводи . [19]

### Соціальні витрати
Сміттєзбирачі не тільки приносять соціальні вигоди, але й потенційні витрати. До них належать:
- Професійні ризики: див. нижче.
- Дитяча праця: діти зазвичай працюють збирачами сміття. Це може завадити їхній освіті або зашкодити їхньому фізичному, емоційному та соціальному благополуччю. [10]
- Сміття: сміттярі, які працюють на вулицях, іноді розкидають сміття зі сміттєвих мішків, забруднюючи тротуар і створюючи більше роботи для міських прибиральників. [20]
- Занепокоєння громадськості: багато людей розглядають збирачів сміття як неприємність або джерело сорому для своїх громад. Бідність і відсутність санітарних умов у збирачів сміття викликає у деяких людей дискомфорт або страх. Особливо в країнах, що розвиваються, багато хто стверджує, що сучасні послуги повинні замінити збирачів сміття. [21]
- Крадіжка громадського майна: у деяких містах збирачі сміття, як відомо, крадуть, переплавляють і перепродують державне майно, наприклад телефонний та електричний мідний дріт, сталеві огорожі чи кришки люків. [5]

### Професійні ризики

#### Ризики для здоров'я
Існує висока поширеність захворювань серед збирачів сміття через їх контакт з небезпечними матеріалами (фекалії, папір, насичений токсичними матеріалами, пляшки та контейнери із залишками хімікатів, забруднені голки, та важкі метали з батарейок).  Дослідження, проведене в Мехіко, показало, що середня тривалість життя сміттєзбірника становить 39 років у порівнянні з середнім показником по країні в 69 років , хоча пізніше дослідження Світового банку оцінило тривалість життя в 53 роки.  У Порт-Саїді, Єгипет, дослідження 1981 року показало, що рівень дитячої смертності серед збирачів сміття становив 1/3 (кожне третє немовля помирає, не досягнувши року). 

#### Ризики травм
Серед найпоширеніших типів професійних травм збирачів сміття — травми спини та рук, спричинені підняттям важких предметів за допомогою малої кількості обладнання.  Під час дослідження 48-ми збирачів сміття в Санто-Андре, Бразилія, майже всі працівники повідомили про біль у спині, ногах, плечах, руках і руках.  Збирачі відходів, які працюють на відкритих звалищах, піддаються впливу великої кількості токсичних випарів і стикаються з іншими серйозними загрозами, включаючи наїзди вантажівками та захоплення поверхнею, зсуви сміття та пожежі.  10 липня 2000 року кілька сотень збирачів сміття загинули в результаті падіння сміття з величезної сміттєвої гори після мусонних дощів на відкритому звалищі в Пайатас, Філіппіни.   

#### Стигматизація, переслідування та насильство
Більшість видів діяльності зі збирання сміття є незаконними або недозволеними, тому збирачі сміття зазвичай стикаються з переслідуваннями з боку поліції та влади.  Крім того, існує широке зневага громадськості до збирачів сміття через їхню бідність та відсутність гігієни. Жінки зазнають більших утисків, особливо сексуальних через свій низький соціальний статус і відсутність соціальної підтримки. 
Один із найбільш екстремальних проявів такої стигми спостерігається в Колумбії, де з 1980-х років групи пильності «соціальної чистки», іноді працюючи за участі поліції, вбили щонайменше дві тисячі збирачів сміття, жебраків і повій — яких вони називають як «одноразові» ( desechables ). У 1992 році, на піку цієї діяльності, в університеті в Барранкільї було виявлено одинадцять трупів убитих збирачів сміття. Їхні органи були продані для трансплантації, а тіла – до медичної школи для розтину (Medina 2009, 155).

## Організація збору відходів
Традиційно вчені припускали, що неофіційні працівники, такі як збирачі сміття, не можуть колективно організовуватися через структурні перешкоди, такі як відсутність правового захисту, широко розкидані робочі місця, нечіткі кордони їхньої професії, культура незалежності та індивідуалізму, відсутність інституційного досвіду та відсутність грошей і часу для створення організацій.    Тим не менш, в останні десятиліття збирачі сміття в Латинській Америці, Азії та Африці почали колективно організовуватися, щоб отримати місце в офіційних системах переробки. 
Збирачі сміття використовують багато організаційних форматів, включаючи кооперативи, асоціації, компанії, спілки та мікропідприємства. Незважаючи на відмінності у форматі, більшість цих організацій мають три основні цілі. По-перше, об’єднуючи капітал, засновуючи мікропідприємства та налагоджуючи партнерські відносини з бізнесом і урядом, збирачі сміття збільшують свою збутову спроможність. По-друге, забезпечуючи уніформу, засоби безпеки та дозволи на роботу, кооперативи підвищують гідність і безпеку на робочому місці. І по-третє, вимагаючи від держави визнання та компенсації за їхній екологічний та економічний внесок, кооперативи збільшують політичну силу своїх членів. Ці три функції — політичний вплив, гідність і безпека на робочому місці, а також збільшення доходів — взаємодоповнюються, як ніжки на табуреті. 
Деякі збирачі сміття створили «тільки жіночі» організації, які прагнуть боротися з дискримінацією за ознакою статі на робочих місцях і в громадах. Дослідження, проведене в Бразилії, показує, що жінки значно перепредставлені навіть у студентських організаціях, становлячи 56% членів, незважаючи на те, що вони становлять лише третину від загальної кількості населення, що збирає сміття. 
З 1990-х років організації збирачів відходів у багатьох частинах світу почали об’єднуватися в регіональні, національні та транснаціональні коаліції, щоб посилити свій політичний голос і економічний вплив. У березні 2008 року делегати з 30 країн зібралися в Боготі, Колумбія, на першу Всесвітню конференцію (і Третю латиноамериканську конференцію) збирачів відходів (WIEGO 2008). Одним із ключових питань обговорення стала світова тенденція приватизації та концентрації систем поводження з відходами. Зазвичай приватизація розглядається як передача державних функцій приватному сектору, але в цьому випадку приватизація часто означає передачу послуг, які раніше надавалися неформальними збирачами відходів, приватним компаніям.  Оскільки потоки відходів розширилися через збільшення споживання, галузь управління відходами стає все більш прибутковою. Уряди в усьому світі надають приватним компаніям монополії на системи поводження з відходами, а це означає, що виживання кооперативів залежить від створення політичних та економічних альянсів, необхідних для отримання контрактів, що часто є важкою битвою, враховуючи недовіру влади до збирачів сміття та брак капіталу в кооперативів для сучасної техніки. 

### Організація в Латинській Америці
У 1962 році в Медельїні, Колумбія, була створена перша відома латиноамериканська організація збирачів відходів Cooperativa Antioqueña de Recolectores de Subproductos . Однак колумбійський рух збирачів сміття не став справжньою політичною силою до 1990 року, коли чотири кооперативи, які боролися проти закриття звалища, об’єдналися в Асоціацію збирачів сміття Боготи ( Asociación de Recicladores de Bogotá, ARB). Сьогодні ARB є однією з найактивніших і найвідоміших організацій зі збору відходів у світі. У 2013 році Екологічна премія Голдмана була присуджена Норі Паділья (представниця ARB) за її внесок у управління та переробку відходів у Колумбії.   Протягом 1990-х років потужні асоціації збирачів сміття почали формуватися також і в інших країнах Латинської Америки, особливо в Бразилії, Аргентині, Чилі та Уругваї. 
У 2005 році в Бразилії відбулася перша зустріч Латиноамериканської мережі збирачів сміття (LAWPN) — організації, яка зараз представляє рухи збирачів сміття з 16 країн. LAWPN має чотири ключові функції. По-перше, це сприяє обміну знаннями, технологіями та стратегіями між організаціями-членами через регіональні конвенції, делегації між країнами, телекомунікації та стратегічні звіти. По-друге, вона організовує транснаціональну солідарність для допомоги в локальних битвах. Наприклад, коли збирачі сміття в Монтевідео, Уругвай, потребували підтримки в місцевій кампанії, організації-члени з Латинської Америки виступили із заявами солідарності та змусили своїх національних послів в Уругваї зробити те саме. По-третє, LAWPN посилає лідерів із країн із сильними рухами збирачів сміття до країн із слабкими рухами, щоб сприяти розвитку нового лідерства та організацій. По-четверте, LAWPN організовує глобальні комітети зі збору відходів, щоб звертатися за підтримкою до транснаціональних організацій управління, таких як Міжамериканський банк розвитку, Конвенція ООН про зміну клімату та Міжнародна організація праці . 
В Аргентині Рух виключених працівників (виключених у тому сенсі, що їхня праця не визнається урядом і вони позбавлені прав) є найбільшою організацією збирачів сміття. Це соціальна організація, незалежна від політичних партій, яка об’єднує більше 2000 cartoneros (збирач відходів) у федеральній столиці та передмістях, зокрема в районах Ланус і Ломас-де-Замора . Після років жертв і боротьби їм вдалося покращити умови праці. Вони створили більш логістичну систему —  більше не подорожуютьна вантажівках, а отримали заохочення до роботи та уніформу, і, нарешті, вони заснували ясла для 160 дітей, деякі з яких працювали в минулому cartoneros. Однак їм ще потрібно просунутися в розробці програми соціального забезпечення, яка включатиме всіх cartoneros Буенос-Айреса . Крім того, вони мають привернути увагу мешканців міста до розділення сміття, щоб вони могли збирати від дверей до дверей, не маючи прямого контакту з вологими матеріалами.

### Організація в Азії
Індія є домом для найбільшого в Азії руху збирачів сміття. Асоціація самозайнятих жінок Індії, профспілка, яка об’єднує виключно жінок у неформальній економіці та нараховує понад мільйон членів, почала організовувати збирачів сміття наприкінці 1970-х років. SEWA створила близько дев’яноста кооперативів збирачів сміття, члени яких використовують для отримання колективних трудових договорів і доступу до кредитів, навчання та ринків.  Однією з найбільших асоціацій збирачів сміття в Азії є Альянс індійських збирачів сміття (AIW), національна мережа з 35 організацій у 22 містах. AIW сприяє підтримці однолітків, захисту та перехресному навчанню серед збирачів сміття, неодноразових покупців та неурядових організацій підтримки. 
Крім того, в Індії All India Kabari Mazdoor Mahasangh (AIKMM) веде боротьбу з муніципальною радою Нью-Делі, яка уклала угоду з компанією Ramky Energy and Environment Ltd, розташованою в Гайдарабаді, щодо поводження з відходами, фактично криміналізувавши відходи. робота понад 100 000 неорганізованих збирачів сміття, які наразі сортують близько 20% сміття Делі.  Проект EJOLT зняв відео про те, що вони називають війною з відходами в Делі.  Збирачі сміття в Таїланді також організувалися, в тому числі сміттярі Кхон Каен. 
У Делі неурядова організація Chintan Environmental Research and Action Group робить роботу збирачів сміття більш безпечною (забезпечуючи рукавички та маски для рота), а також забезпечує постійне джерело доходу (виплачуючи місячну зарплату збирачам сміття).  
Індійська профспілка збирачів сміття, відома як KKPKP, нещодавно здійснила ініціативу картографування, щоб визначити організації або ті, які працюють із збирачами сміття на всьому континенті, — це перший крок до розвитку азіатської мережі. У Камбоджі, Індонезії, Філіппінах і Таїланді було виявлено декілька НУО та профспілок, які працюють зі збирачами відходів, а також окремі групи збирачів відходів. 
У Бангладеші Комітет Grambangla Unnayan працює з спільнотою збирачів відходів на смітнику Матуайл міської корпорації Дакка. Для дітей-сміттєзбирачів було створено дитячий садок і неформальну початкову школу, де 112 дітей-сміттєзбирачів отримують дошкільну освіту та навчаються. Жінки-збирачі сміття Матуайля створили кооператив збирачів сміття.
У Пуні (Індія) є робочий кооператив збирачів відходів під назвою SWaCH. SWaCH — це абревіатура від Solid Waste Collection Handling, що місцевою мовою також означає «чисто». Ця ініціатива розширює можливості для всіх учасників. Вони всі працюють, вони не просто акціонери. Серед працюючих у більшості вікових груп жінки становлять більшу групу, ніж чоловіки – 78%. Проте в наймолодшій віковій групі більшість складають чоловіки. До того як приєднатися до SWaCH, більшість членів працювали збирачами сміття або мандрівними покупцями сміття. Є ще одна група, яка складається з колишніх працівників домашнього господарства та прибирання. Переважна група SWaCH належить до запланованої касти, хоча інші відсталі касти, а також середні касти також представлені в SWaCH. Ця ініціатива є результатом проекту «Інклюзивні міста», метою якого є інтеграція збирачів відходів у муніципальне управління твердими відходами в Пуні (Індія). 

### Організація в Африці
Єгипет має одну з найбільш добре налагоджених і надійних неофіційних систем переробки відходів. Робота виконується здебільшого забалінами (неформальними збирачами сміття), переважно коптською християнською громадою, яка в 1940-х роках почала збирати сміття — роботу, яку більшість мусульман Єгипту вважала нечистою. У 2003 році існування та спосіб життя Забалінів опинилися під загрозою, коли влада Каїра уклала щорічні контракти на суму 50 доларів США трьом транснаціональним компаніям з утилізації сміття, що змусило Забалінів колективно захищати свої засоби до існування. 
Південноафриканська організація Waste Picker провела свою першу зустріч у липні 2009 року, в якій взяли участь 100 збирачів сміття з 26 звалищ по всій країні. Наразі немає планів щодо створення африканської мережі збирачів сміття, але Shack/Slum Dwellers International організувала зустрічі між лідерами збирачів сміття в Кенії, Єгипті та Південній Африці. 